# 太田村 (兵庫県)
太田村（おおたむら）は、かつて兵庫県に存在していた村である。1951年に斑鳩町、石海村との合併により太子町となり消滅した。
現在で言うと太田小学校区に相当する太子町東部に位置していた。

## 概要
現在の太子町東部にあたる地域（太田、原、山田、天満山、東南、東保、東出、矢田部、黒岡）に相当する。

## 沿革
- 1889年（明治22年）4月1日 町村制施行に伴い以下の範囲を以て揖東郡太田村発足。
  - 太田村、太田原村、太田山田村、下太田出屋敷村、東南村、東保村、東保出屋敷村、矢田部村
- 1896年（明治29年）4月1日 揖東郡、揖西郡が合併し揖保郡に。
- 1951年（昭和26年）4月1日 斑鳩町、石海村との合併により太子町となったため消滅。
  - 合併と同時に、以下の大字の名称変更が行われた。
    - 太田原→原
    - 太田山田→山田
    - 下太田出屋敷→天満山
    - 東保出屋敷→東出

なお、1986年（昭和61年）に太田から黒岡が分離している。